# Droit de préemption
 (février 2020).
Un droit de préemption est un droit légal ou contractuel permettant à son titulaire d'acquérir un bien en priorité lorsque le propriétaire manifeste sa volonté de le vendre.

## Nature
Une préemption résulte soit de la loi, soit d'un contrat entre les intéressés. Par exemple, en droit des affaires, les statuts d'une société peuvent prévoir un droit de préemption sur les parts sociales ou actions de l'entreprise au profit des associés ou des actionnaires, afin d'éviter qu'une personne non agréée puisse acheter une partie du capital social. En France, quand un droit de préemption existe, le propriétaire doit notifier, préalablement à la vente, son projet de vente au titulaire du droit de préemption.
Le titulaire du droit de préemption a généralement un à deux mois pour faire connaître sa réponse. À défaut de réponse dans ce délai, il est réputé avoir renoncé à son droit de préemption et le propriétaire peut alors vendre son bien librement, mais aux mêmes conditions.

### Expropriation et préemption
La différence fondamentale entre un droit de préemption et une expropriation est que,,
- dans le premier cas, le propriétaire prend l'initiative de vendre (mais le bénéficiaire du droit de préemption se substitue à l'acheteur)
- alors que dans le cas d'une expropriation, le propriétaire n'est pas vendeur, et sa dépossession est effectuée d'autorité par l'expropriant.

## En droit international
Une acception particulière du droit de préemption existe dans le contexte colonial. Ainsi, un État jouissant d'un droit de préemption sur la possession d'un autre État peut en obtenir la cession sous certaines conditions. Un exemple : le droit de préemption de la France sur le futur Congo belge, en avril 1884.

## En droit québécois
En droit québécois, le droit de préemption est mentionné à quelques reprises dans le Code civil du Québec, dans le contexte de la copropriété par indivision (art. 1022 et 1014 C.c.Q.) et concernant les valeurs mobilières acquises dans la société d'acquêts (art. 456 C.c.Q.).
Dans la Loi sur les sociétés par actions (LSAQ), l'article 55 accorde « en proportion du nombre de leurs actions, un droit de préemption leur permettant de souscrire, lors de toute nouvelle émission, des actions de cette catégorie au prix et selon les modalités auxquelles elles sont offertes aux tiers ». L'article 28 de la Loi canadienne sur les sociétés par actions contient une règle similaire.

## En droit français
De nombreux droits de préemption existent en droit français. Parmi les plus connus, on peut citer, pour les droits de l'autorité publique, le droit de préemption urbain, celui des zones d'aménagement différé (ZAD) ou de la Safer, et, pour les droits de préemption privés, le droit de préemption des locataires d'habitation et le droit de préemption des indivisaires.